# Canton d'Hyères-Ouest
Le canton d'Hyères-Ouest est un ancien canton français situé dans le département du Var et la région Provence-Alpes-Côte d'Azur.

## Histoire
Le canton d'Hyères-Ouest est créé par le décret du 13 janvier 1997 scindant le canton d'Hyères.
Il est supprimé lors du redécoupage cantonal de 2014.

## Représentation
| Période | Période | Identité          | Étiquette       | Qualité                                  |
| ------- | ------- | ----------------- | --------------- | ---------------------------------------- |
| 1998    | 2004    | Léopold Ritondale | UDF-DL puis UMP | Urbaniste Maire d'Hyères de 1983 à 2008  |
| 2004    | 2011    | Daniel Barbarroux | UMP             | Adjoint au maire d'Hyères de 2001 à 2008 |
| 2011    | 2015    | Jacques Politi    | DVD             | Pharmacien Maire d'Hyères (2008-2014)    |

## Composition
Le canton d'Hyères-Ouest groupe 1 commune et compte 25 870 habitants (recensement de 2010 sans doubles comptes).
| Communes           | Population   | Code postal | Code insee | Intercommunalité                                        |
| ------------------ | ------------ | ----------- | ---------- | ------------------------------------------------------- |
| Hyères (chef-lieu) | +25 870, (1) | 83400       | 83069      | Communauté d'agglomération Toulon Provence Méditerranée |

(1) fraction de commune.

## Démographie
| 1962 | 1968 | 1975 | 1982 | 1990   | 1999   | 2006   | 2009 |
| ---- | ---- | ---- | ---- | ------ | ------ | ------ | ---- |
| -    | -    | -    | -    | 24 542 | 24 365 | 25 031 | -    |